# Pakhtunkhwa

Siedlungsgebiete der Paschtunen

Pakhtunkhwa, Pakhtoonkhwa, Pashtunkhwa, Pashtoonkhwa oder Paschtunchwa (paschtunisch پښتونخوا oder persisch پختون‌خوا) ist eine aktuelle Bezeichnung eines alten Begriffes für die Gebiete der Paschtunen. Pakhtun ist eine südöstliche Variation für den Begriff Paschtunen und Khwa (paschtunisch خوا) bedeutet auf Paschtu Richtung bzw. kultivierte Erde, sauberer Boden bzw. sauberes Land usw. Die Bezeichnung (پښتونخوا ‚Land der Paschtunen‘) geht auf ein Gedicht von Ahmad Schah Durrani zurück. Das Organ der sozialdemokratischen Partei der Paschtunen nutzt auch den Namen „Pashtoonkhwa“ für ihre Internetdomäne (www.pashtoonkhwa.com).
Das Gedicht von Ahmad Khan Durrani, Paschtunen nennen ihn Ahmad Shah Baba lautet:
د ډهلي تخت هيرومه چې را ياد کړم

زما د ښکلي پښتونخوا د غرو سرونه
Die Paschtu-Umschrift lautet: De Dehli takht hérauma tshe rá yád kram, zmá de Xkelé Paxtunxwá de ghro srúna.
Deutsch: Ich vergesse den Thron von Delhi, wenn ich mich an die Gipfel der Berge meines schönen Paschtunkhwa erinnere.
Am 1. April 2010 wurde die pakistanische „Nordwestliche Grenzprovinz“ in Khyber Pakhtunkhwa umbenannt.
Die nordwestliche Grenzprovinz nannten Paschtunen in Afghanistan während der Lebzeit von Khan Abdul Ghaffar Khan Paschtunistan.
Heute befindet sich in Kabul, nahe bei der Zitadelle (Auf Paschtu Arg genannt, Königspalast, heute Präsidentenpalast) der Paschtunistanplatz.